# Grado Réaumur

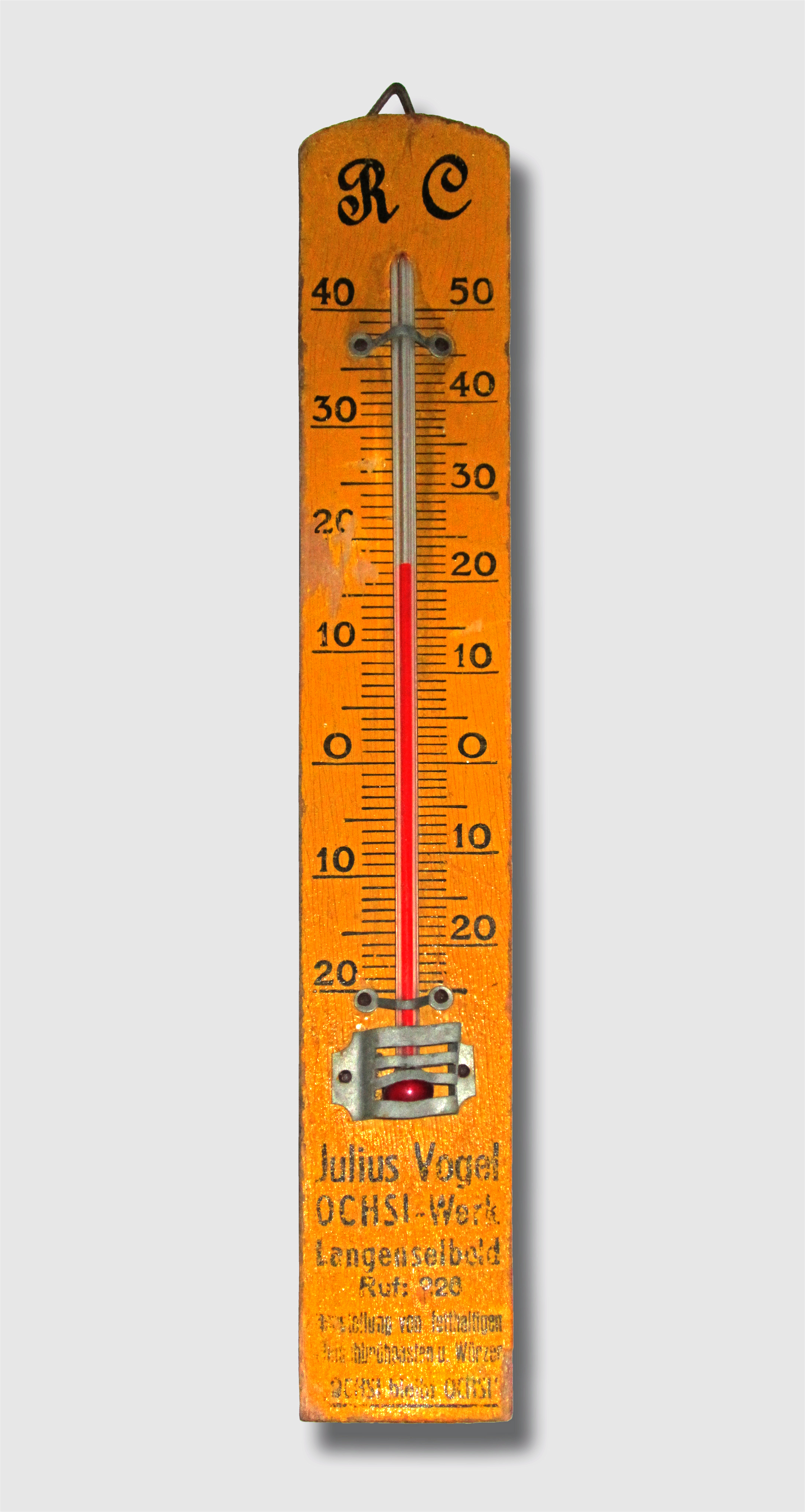
Un termometro Celsius e Réaumur

Il grado Réaumur (IPA: [ʁeomyːʁ]) è un'unità di misura della temperatura che prende il nome dal fisico francese René-Antoine Ferchault de Réaumur.
Esso è definito come 1⁄80 della differenza tra il punto di ebollizione e quello di solidificazione dell'acqua pura alla pressione di 101,3 kPa assoluti; rispetto alla scala Celsius, quindi, il fattore di conversione è 4⁄5 (ovverosia 80 gradi Réaumur corrispondono esattamente a 100 gradi Celsius).
Il grado Réaumur si indica con °r per evitare confusione con il grado Rankine, indicato con il simbolo °R o °Ra.
Tale sistema di misurazione fu introdotto nel 1732 da Réaumur a seguito di esperimenti di dilatazione termica di una colonna di etanolo.
È ancora utilizzato nella produzione del Parmigiano Reggiano.

## Conversione
- 0 K = −273,15 °C = −218,52 °r = 0 °R = −459,67 °F
- 0 °C = 273,15 K = 0 °r = 491,67 °R = 32 °F